# إيزال
إيزال هي قرية لبنانية من قرى قضاء الضنية في محافظة الشمال.

## أصل التسمية
هناك اختلاف في أصل التسمية فالبعض يعتبرها من أصل أزال أي صار ضيقا«وجدبا»، والبعض الآخر يعتبر التسمية من أصل أزلي أي قديم، أما رواية أهل القرية فتعد التسمية نتيجة لوجود مقابر ومتاحف ومعابد تعود لأيام اليهود، وتفيد التسمية أن 《الله قوتي وعوني》في حين يعتبر آخرون أن الأصل قد يكون عزرائيل أي قوة الإله.

## العيون المائية والينابيع
تعد إيزال ومنطقتها من أفقر مناطق الضنية بالمياه، على الرغم أنها تقع فوق أكبر خزان مياه جوفي في الشرق الأوسط حسب أكثر الدراسات الجيولوجية، وتندر فيها العيون والينابيع 《عين فاقوس، ويوجد كذلك ما يسمى بنبع الشعرة والبعرة، عين عروبة》

## النطاق الإداري
توجد 8 قرى تابعة لمنطقة إيزال العقارية منها: بيت داوود_ حرف بيت حسنة_بيت رضوان_بيت بكور_موليد_بعزقون، وتسمى منطقة السهل_داريا.

## الموقع الجغرافي
ترتفع إيزال البلدة عن سطح البحر 1000 م.

## السكان
في إيزال يسكن حوالي 10000 نسمة تقريبا" ولكن المسجلين 3845 نسمة لأنه يسكن بها سكان من مناطق آخرة غير مسجلين في دائرة إيزال.ونسبة الذكور فيها حالي 49% والإناث حوالي 51% أما المساحة الإجمالية لمنطقة إيزال العقارية فهي 18210 كلم2 .وتبعد عن بيروت حوالي 105 كلم وعن سير مركز القضاء حوالي 9كلم

## الزراعة والري
قام سكانها باستصلاح الأراضي وصنع البرك الأصطناعية لتخزين المياه وأستعمالها في ري المزروعات باستخدام تقنيات التنقيط.
تشكل الزرعات البعلية النشاط الأقتصادي الرئيس، وبخاصة التبغ《الدخان العربي》 وبعض الخضروات الصيفية ولا تزال تربية المواشي موجودة وخصوصا" الماعز والغنم، وظهرت مؤخرا" تربية الدواجن إذ تنتج مزارعها حوالي 5 ملايين طير دجاج سنويا"

## شبكة طرقات إيزال
لقد كانت المنطقة وحتى الأمس القريب معزولة عن باقي مناطق الضنية والجوار، أما اليوم فقد أصبحت أكثر انفتاحا"من خلال شبكة من الطرقات، مثل:
- طريق دير نبوح_إيزال
- طريق رشعين_إيزال
- طريق كفرحبو _ إيزال
- طريق بيت زود_إيزال
- طريق الرئيسية سير عاصون _إيزال

## التعليم في البلدة
يوجد في إيزال 4 مدارس رسمية وواحدة خاصة، كما استحدثت ثانوية في العام 2018.

## بداية النمو
في إيزال أعلى معدل للنمو السكاني في الضنية بين عام 1996 وعام 2010 بحوالي 88%حسب سجلات النفوس.